# Osobisty numer identyfikacyjny

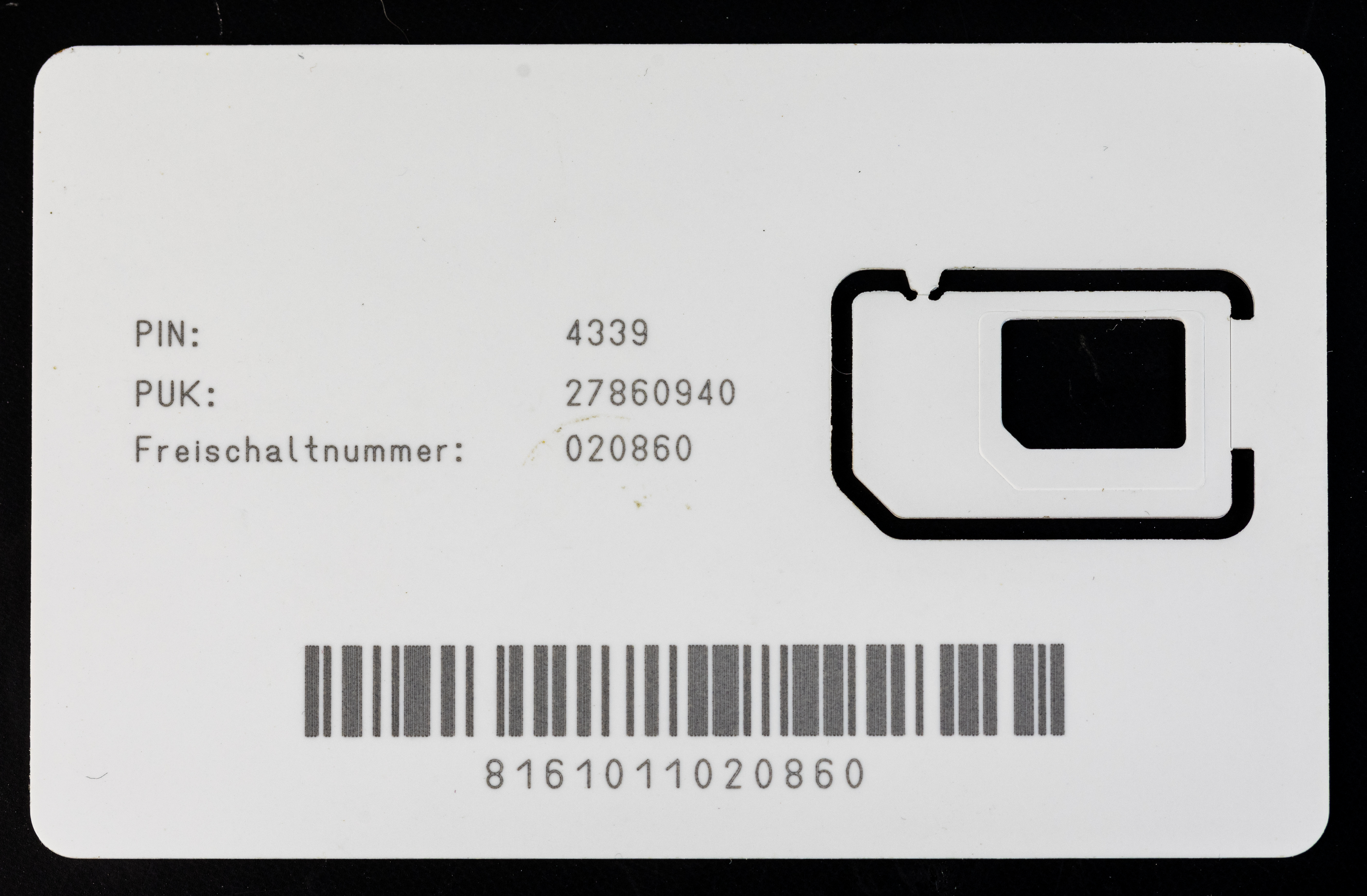
Karta SIM z numerem PIN.

Osobisty numer identyfikacyjny (ang. personal identification number, PIN) – kod alfanumeryczny lub hasło służące do uwierzytelniania.
Używany jest on najczęściej do:
- wypłaty gotówki w bankomacie lub dokonania płatności w placówce handlowej/usługowej za pomocą magnetycznej lub mikroprocesorowej karty płatniczej,
- umożliwienia dostępu do terminalu telefonii komórkowej (GSM, 3G, 4G itd.).

Typowy PIN składa się z czterech cyfr, tworzących liczbę z zakresu 0000–9999. Według normy ISO 9564 długość kodu PIN powinna mieścić się między 4 a 12 znakami, jednak jednocześnie nie zaleca użycia kodów dłuższych niż 6 znaków, ze względu na zbyt dużą trudność w ich zapamiętaniu.
Zwykle przyjmuje się, że trzecia błędna próba wprowadzenia kodu PIN przy uwierzytelnianiu powoduje zablokowanie nośnika, uniemożliwiając wykonanie jakiejkolwiek operacji. W przypadku telefonu komórkowego blokowana jest karta SIM, jednak można ją łatwo odblokować poprzez wprowadzenie odpowiedniego kodu PUK. Jeśli jednak kod PUK zostanie wprowadzony dziesięć razy błędnie, karta SIM zostaje trwale zablokowana (unieważniona). Możliwe jest jedynie wybranie z telefonu numeru 112.
Przy transakcjach kartami płatniczymi „podpisanie” transakcji PIN-em jest traktowane przez instytucje finansowe na równi z podpisem własnoręcznym. Wbrew powszechnemu mniemaniu, PIN nie jest zapisany nigdzie na karcie z paskiem magnetycznym, lecz może być zapisany na karcie mikroprocesorowej. W takim przypadku sam chip weryfikuje, czy podany kod jest prawidłowy – jest to tzw. offline PIN verification. Ta opcja jest stosowana w sytuacjach, gdy w danej chwili nie można bezpośrednio sprawdzić prawidłowości PIN-u, czyli terminal POS nie może połączyć się z serwerem banku, który wydał kartę. Taka sytuacja ma miejsce np. przy płatnościach kartą w samolocie.
Przy podawaniu PIN-u obecnie wprowadzone regulacje nakazują operatorom korzystanie z bezpiecznego i certyfikowanego środowiska, jakim są klawiatury szyfrujące (PIN Pad) bankomatów i niektórych terminali płatniczych. Sieci kart płatniczych, takie jak Visa i American Express, dopuszczają jednak używanie przy transakcjach, zamiast PIN-u, tradycyjnego podpisu. Mimo tego, w przypadku niektórych kart, jak np. Maestro (Mastercard), uwierzytelnianie transakcji PIN-em jest obligatoryjne.